# Orquídea. Rio de Janeiro
Orquídea. Rio de Janeiro (abreviado Orquídea (Rio de Janeiro)) es una revista con ilustraciones y descripciones botánicas que es editada en Río de Janeiro desde el año 1948. Fue precedida por Orchidea. Niterói.